# Dieter Wiedenmann
Dieter Benedikt Wiedenmann (Ulm, 23 april 1957 - Langensteinbach, 11 november 1994) was een West-Duits roeier. Wiedenmann maakte zijn debuut met een bronzen medaille in de  dubbel-vier tijdens de wereldkampioenschappen roeien 1978. Nadat Wiedenmann twee zilveren medailles had gewonnen in de dubbel-vier tijdens de wereldkampioenschappen roeien 1979 en 1981, werd Wiedenmann wereldkampioen tijdens de wereldkampioenschappen roeien 1983. Een jaar later werd Wiedenmann olympisch kampioen in de dubbel-vier tijdens de Olympische Zomerspelen 1984.

## Resultaten
- Wereldkampioenschappen roeien 1978 in Cambridge  in de dubbel-vier
- Wereldkampioenschappen roeien 1979 in Bled  in de dubbel-vier
- Wereldkampioenschappen roeien 1981 in München 4e in de dubbel-vier
- Wereldkampioenschappen roeien 1982 in Luzern  in de dubbel-vier
- Wereldkampioenschappen roeien 1983 in Duisburg  in de dubbel-vier
- Olympische Zomerspelen 1984 in Los Angeles  in de dubbel-vier

1976: Wolfgang Güldenpfennig & Rüdiger Reiche & Karl-Heinz Bußert & Michael Wolfgramm ·
1980: Frank Dundr & Carsten Bunk & Uwe Heppner & Martin Winter ·
1984: Albert Hedderich & Raimund Hörmann & Dieter Wiedenmann & Michael Dürsch ·
1988: Agostino Abbagnale & Davide Tizzano & Gianluca Farina & Piero Poli ·
1992: André Willms & Hajek & Steinbach & Stephan Volkert] ·
1996: André Steiner & Stephan Volkert & Andreas Hajek & André Willms ·
2000: Agostino Abbagnale & Alessio Sartori & Rossano Galtarossa & Simone Raineri ·
2004: Nikolai Spinev & Igor Kravtsov & Aleksei Svirin & Sergej Fedorovstev ·
2008: Michał Jeliński & Marek Kolbowicz & Adam Korol & Konrad Wasielewski ·
2012: Karl Schulze & Philipp Wende & Lauritz Schoof & Tim Grohmann ·
2016: Karl Schulze & Philipp Wende & Lauritz Schoof & Hans Gruhne ·
2020: Dirk Uittenbogaard & Abe Wiersma & Tone Wieten & Koen Metsemakers ·
2024: Koen Metsemakers & Tone Wieten & Finn Florijn & Lennart van Lierop